# Nguyễn Lan Hương
Nguyễn Lan Hương (sinh năm 1968) là nữ chính trị gia người Việt Nam. Bà hiện giữ chức vụ Ủy viên Ban Thường vụ Thành ủy Hà Nội, Bí thư Đảng đoàn, Chủ tịch Ủy ban Mặt trận Tổ quốc Việt Nam thành phố Hà Nội.

## Tiểu sử
Nguyễn Lan Hương sinh ngày 2 tháng 10 năm 1968, quê quán tại xã Bạch Đằng, huyện Đông Hưng, tỉnh Thái Bình.
Nguyễn Lan Hương có trình độ học vấn thạc sĩ.
Bà là đảng viên Đảng Cộng sản Việt Nam.
Bà từng giữ chức vụ Bí thư Thành đoàn Hà Nội, Chủ tịch Hội Liên hiệp Thanh niên Việt Nam thành phố Hà Nội, Phó trưởng ban, Phó trưởng ban thường trực Ban Dân vận Thành ủy Hà Nội, Bí thư Quận ủy Hai Bà Trưng.
Bà còn là đại biểu Hội đồng nhân dân thành phố Hà Nội các khóa 13, 14, 15.
Từ tháng 11 năm 2015, bà là Ủy viên Ban Thường vụ Thành ủy Hà Nội, Trưởng ban Dân vận Thành ủy Hà Nội.
Sáng ngày 14 tháng 3 năm 2019, tại Hội nghị hiệp thương kiện toàn chức vụ Chủ tịch Ủy ban Mặt trận Tổ quốc Việt Nam thành phố Hà Nội, bà được bầu giữ chức vụ Chủ tịch Ủy ban Mặt trận Tổ quốc Việt Nam thành phố Hà Nội khóa 16 nhiệm kì 2014-2019 thay ông Vũ Hồng Khanh nghỉ hưu với tỉ lệ 100% đại biểu có mặt tán thành. Lúc này bà đang là Ủy viên Ban Thường vụ Thành ủy, Trưởng ban Dân vận Thành ủy Hà Nội.
Sáng ngày 24 tháng 6 năm 2019, bà nhận quyết định thôi giữ chức Trưởng ban Dân vận Thành ủy Hà Nội để giữ chức vụ Bí thư Đảng đoàn Ủy ban Mặt trận Tổ quốc Việt Nam thành phố Hà Nội.
Ngày 24 tháng 7 năm 2019, tại hội nghị lần thứ nhất Ủy ban Mặt trận Tổ quốc Việt Nam thành phố Hà Nội khóa 17, bà tái đắc cử chức vụ Chủ tịch Ủy ban Mặt trận Tổ quốc Việt Nam thành phố Hà Nội nhiệm kì 2019-2024.